# Смолін Ігор Валентинович
І́гор Валенти́нович Смо́лін (народився 2 червня 1955) — український науковець, педагог, декан факультету фінансів та банківської справи Київського торговельно-економічного інституту (1993-2012 рр.), доктор економічних наук, професор кафедри банківської справи.

## Біографія
Народився 2 червня 1955 року. У 1976 році закінчив Київський торгово-економічний інститут (КТЕІ) за спеціальністю «Економіка торгівлі». Навчався в аспірантурі КТЕІ, у 1982 році захистив кандидатську дисертацію на тему «Резерви підвищення ефективності витрат в оптовій торгівлі».
У 1977—1977 роках працював в Українському науково-дослідному інституті молодшим науковим співробітником, у 1980—1982 роках — старшим науковим співробітником. 1993-2012 рр. — декан факультету фінансів та банківської справи Київського національного торговельно-економічного університету (КНТЕУ).
У 2005 році захистив докторську дисертацію «Система стратегічного планування розвитку підприємства» за спеціальністю «Економіка, організація та управління підприємствами». Після захисту докторської дисертації у червні 2005 року був обраний за конкурсом на посаду професора. Учень кандидата економічних наук, професора Н.М. Ушакової.
Пройшов стажування за кордоном в університеті м. Лауфборо (Велика Британія) та університеті Центральної Англії (м. Бірмінгем).
Автор більше 100 наукових і науково-методичних робіт,серед яких монографії: "Стратегічне планування розвитку організації", "Конкурентоспроможність піддприємств","Торговельне підприємство: стратегія, політика,  конкурентоспроможність","Методологія і форма стратегії: проблеми вибору і узгодження". Напрям наукових досліджень: «Конкурентоспроможність, стратегія підприємства». Підготував сімох кандидатів економічних наук. Зараз працює професором КНЕУ.

## Нагороди і відзнаки
За відмінну працю присвоєно почесне звання «Відмінник освіти України».